# Rąbienice
Rąbienice est une localité polonaise de la gmina de Wądroże Wielkie, située dans le powiat de Jawor en voïvodie de Basse-Silésie.